# KATRIN

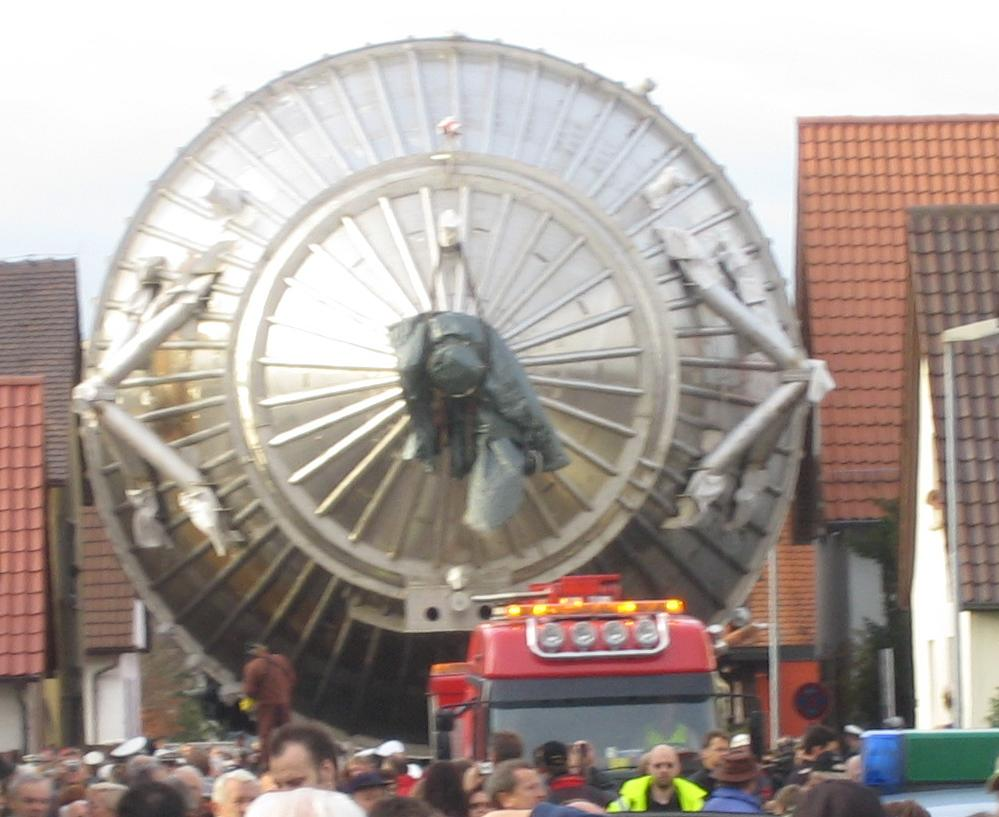
Spektrometr KATRIN podczas transportu

KATRIN (ang. Karlsruhe Tritium Neutrino Experiment) – eksperyment do pomiaru masy antyneutrin elektronowych {\displaystyle {\overline {\nu }}_{e}} badający widmo elektronów emitowanych z rozpadu beta trytu:
{\displaystyle {}_{1}^{3}{\hbox{H}}\;\to \;_{2}^{3}{\hbox{He}}+e^{-}+{\overline {\nu }}_{e}.}
Rdzeń urządzenia to ważący 200 ton spektrometr, który został zbudowany przez MAN DWE GmbH w Deggendorf i został wysłany do Karlsruhe przez 8600 km trasy obejmującej Morze Czarne, Morze Śródziemne, Ocean Atlantycki i Ren. Budowa polegała na składaniu gotowych głównych elementów transportowanych bezpośrednio na miejscu. Główny program testowy spektrometru rozpoczął się w 2011, a zakończył w 2015. W 2018 roku rozpoczęto, zaplanowane na 5 lat, regularne pomiary.
Eksperyment ma miejsce na dawnej Forschungszentrum Karlsruhe, teraz Campus Nord z Instytutu Technologii w Karlsruhe.

## Eksperyment

Widmo elektronów emitowanych podczas rozpadu beta trytu. Na powiększeniu przedstawiono trzy wykresy oczekiwane dla różnych mas neutrin.

Rozpad beta trytu jest jednym z najmniej energetycznych rozpadów beta. Elektron i neutrino, które są emitowane unoszą łącznie tylko 18,6 keV energii, która jest dzielona między nimi. KATRIN został zaprojektowany w celu bardzo dokładnego określenia widma energii emitowanych elektronów o energiach bardzo zbliżonych do tej całkowitej energii (tylko kilka eV), co odpowiada określeniu widma neutrin o możliwie najmniejszej energii.
Jeśli neutrino jest cząstką bezmasową, nie ma dolnej granicy energii, jaką neutrino może przenosić, więc widmo energii elektronów powinno rozciągać się aż do granicy 18,6 keV. Jeśli neutrino ma masę, to jego energia musi być większa od odpowiadającej tej masie energii a maksymalna energia elektronów musi być mniejsza o tę energię, a widmo elektronów powinno spaść przed całkowitym limitem energii i mieć inny kształt. 
Trudnością w eksperymencie jest to, że w większości przypadków rozpadu beta elektron i neutrino przenoszą mniej więcej równe  energie, a zdarzenia w których elektron pobiera prawie całą energię, a neutrino prawie wcale, występują mniej więcej raz na bilion rozpadów. Aby detektor nie był przeciążony, przepuszczane są do niego tylko elektrony o energii o kilka eV poniżej całkowitego limitu energii.  
Wyniki z pierwszej kampanii pomiarowej (10 kwietnia - 13 maja 2019) zostały opublikowane 13 września 2019 roku. Ustawiły one górną granicę masy neutrina elektronowego na 1,1 eV. Poprzednie ograniczenie masy wynosiło 2 eV.